# パク・チュンフン
パク・チュンフン（박중훈, 1966年3月22日 - ）は、韓国の映画俳優。パク・ジュンフンとも表記される。
本貫は密陽朴氏。ソウル特別市出身。身長178cm、体重68kg。韓国中央大学校演劇映画学科卒業。ニューヨーク大学大学院演技教育学修士。

## 来歴
1986年、映画『カンボ』で百想芸術大賞で新人賞を獲得し、1988年に公開された『チルスとマンス』では、当時の韓国社会の中で苦悩しながらも画家を目指すチルス役を演じた。その後も『ウムクペミの愛（でこぼこ畑の愛）』『追われし者の挽歌』に主演し、ヒットを収めた。1991年に公開された『私の愛する、私の花嫁』はアジア太平洋映画祭で主演男優賞を受賞する。
その後、単身渡米を決意する。アメリカではニューヨーク大学大学院で演技教育学の修士号を取得し帰国。後のインタビューでパク・チュンフンは「息の永い俳優になるため、渡米を決意した。」と述べた。帰国後の1993年末に公開された『ツー・コップス』は半年にわたり上映されるロングランで大ヒットを記録。1994年6月にニューヨーク大学で知り合った在日韓国人の女性と結婚する。その後も映画俳優として『ゲームの法則』『妻殺し』『金を持って高跳びしろ』などに出演した。
米国からの帰国後、5年余りで10本以上に及ぶ劇場映画に主演したパク・チュンフンは1997年8月『ハレルヤ』を公開後に充電期間に入り、日本の東京で約1年を家族と共に過ごす。復帰作となった『NOWHERE-人情容赦し-』は1999年8月に韓国で公開され、執念で殺人犯を追い詰める熱血刑事役を演じ、数多くの映画祭で主演男優賞を受賞する。この映画をフランス・ドーヴィル国際映画祭で観たジョナサン・デミ監督はパク・チュンフンの演技に感銘を受け、出演を依頼する。これにより2002年に韓国人として初のハリウッド映画『シャレード（2002）』に出演することになる。
その後も、「黄山ヶ原」「あぶない奴ら〜TWO GUYS〜」「天軍」「強敵」に主演し、2006年にはアン・ソンギと共演した「ラジオスター」で自身2度目の青龍映画大賞主演男優賞を受賞。2007年にはジョナサン・デミ監督主催でニューヨークJacob Burns Film Centerにてパク・チュンフン回顧展を開いた。
2008年12月から韓国KBSテレビにて「パクチュンフンショー大韓民国日曜日の夜」を放送開始。芸能、政治、スポーツ界などの著名人を毎週ゲストに迎え、人生論を語り合うトークショーの司会を半年に渡り務める。
2009年7月に公開された映画『TSUNAMI -ツナミ-』では、釜山の海水浴場にメガ津波が押寄せる危険を予測するキム博士を演じた。また俳優としてだけでなく映画監督としても長い間準備を重ね、2013年には映画「トップスター」で監督デビューを果たした。
2017年1月からKBSハッピーFMにてパクチュンフンのラジオスターの放送を開始。
同年12月から放送のドラマ バットガイズー悪の都市ーに検察役で主演。実に24年ぶりのドラマ復帰で話題を呼んだ。

## 主な主演作品
- カンボ（깜보, 1986年）
- 桃花（됴화, 1987年）
- ミミとチョルスの青春スケッチ（미미와철수의 청춘스케치, 1987年）
- アスファルト上のドンキホーテ（아스팔트위의 돈키호테, 1988年）
- 今は日なた（지금은 양지,1988年,特別出演）
- チルスとマンス（칠수와만수, 1988年）
- バイオマン（1989年）
- 僕の愛ドンキホーテ（내사랑돈키호테, 1989年）
- 愛乱（애란, 1989年,特別出演）
- ウムクペミの愛（でこぼこ畑の愛）（1990年）
- 追われし者の挽歌（1990年）
- 私の愛する、私の花嫁（1990年）
- 遠いソンバ江（머너먼 쏭바강,1993-94年,ドラマSBS放送）
- ツー・コップス（1993年）
- ゲームの法則（게임의법칙, 1994年）
- 妻殺し（마누라죽이기, 1994年）
- 若い男（젊은남자, 1994年,特別出演）
- 尻尾を振る男（꼬리치는남자, 1995年）
- 金を持って高跳びしろ（돈을갖고튀어라, 1995年）
- ガンマン（총잡이, 1995年）
- 極道修行（1996年）
- ツ‐コップス2（1996年）
- チェンジ（1996年,特別出演）
- 真面目に生きろ（똑바로살아라, 1997年）
- Wanted（懸賞手配,1997年）
- ハレルヤ（1997年）
- 因縁（인연, 1997年）
- American Dragons（1998年） 米韓合作映画
- NOWHERE ノーウェアー 情け容赦なし（1999年）
- 不滅の名作（불후의 명작, 2000年）
- セイイエス（2001年）
- シャレード（The Truth About Charlie, 2002年）米国映画 (映画祭上映後、DVD発売)
- 黄山ヶ原（황산벌, 2003年）
- あぶない奴ら（2004年）
- 天軍（천군, 2005年）
- 強敵（2006年）
- ラジオスター（2006年）
- パクチュンフンショー大韓民国日曜日の夜（2008-09年,KBS放送）
- TSUNAMI -ツナミ-（2009年）
- 私のチンピラな恋人（내 깡패같은 애인,2010年）
- 月光を汲みあげる（달빛 길어올리기,2011年）
- 逮捕王（체포왕,2011年）
- トップスター（톱스타,2013年‐監督）

## 受賞歴
- 1986年 第23回百想芸術大賞/新人賞
- 1987年 第7回韓国映画評論家協会/男性主演賞
- 1989年 第26回百想芸術大賞/男性演技賞
- 1990年 第36回アジア太平洋映画祭/男性演技賞
- 1994年 第32回大鐘賞/主演男優賞
- 1994年 第32回大鐘賞/最高人気男性俳優賞
- 1994年 第15回青龍映画賞/主演男優賞/人気スター賞
- 1995年 第16回青龍映画賞/人気スター賞
- 1996年 第32回百想芸術大賞/人気賞
- 1996年 第17回青龍映画賞/人気スター賞
- 1997年 第18回青龍映画賞/人気スター賞
- 1998年 第34回百想芸術大賞/男性演技賞
- 1998年 租税の日制定経済部長官表彰
- 2000年 フランスドーヴィル国際映画祭/主演男優賞
- 2000年 福岡アジア映画祭/主演男優賞
- 2000年 第20回韓国映画評論家協会/男性主演賞
- 2000年 第36回百想芸術大賞/男性演技賞
- 2000年 第23回黄金撮影賞/最優秀人気男優賞
- 2005年 第43回映画の日、今年の映画大賞/男性主演賞
- 2006年 第14回利川春史大賞映画祭/審査委員特別賞
- 2006年 第27回青龍映画賞/主演男優賞
- 2010年 第18回利川春史大賞映画祭/審査委員特別演技賞
- 2014年 第13回ニューヨークアジア映画祭/セレブリティ賞